# Tito Romalio
Tito Romalio (Russisch: Эфалио Тито Хозе Ромалио, Efalio Tito Jose Romalia) (Leningrad, 19 juli 1951 - aldaar, 11 mei 2010) was een Russisch acteur van Braziliaanse afkomst.
Als acteur met een donkere huidskleur speelde hij in diverse films ten tijde van de Sovjet-Unie en was daarmee een opvallende verschijning. Op 11 mei 2010 werd hij het slachtoffer van geweld in zijn woonplaats Sint-Petersburg. De aanval had mogelijk een racistisch motief.